# Suurhuser Kirche

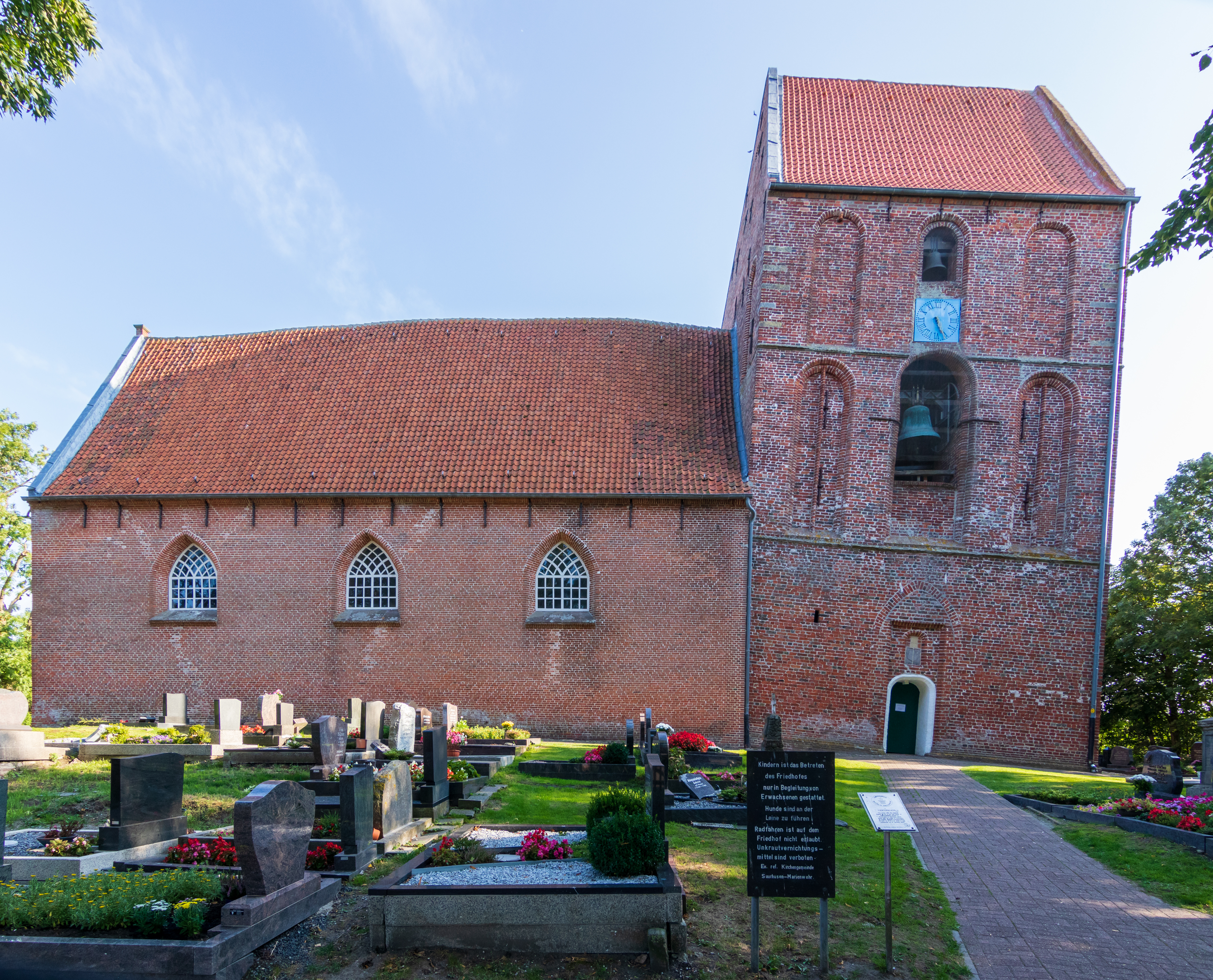
Suurhuser Kirche mit schiefem Kirchturm

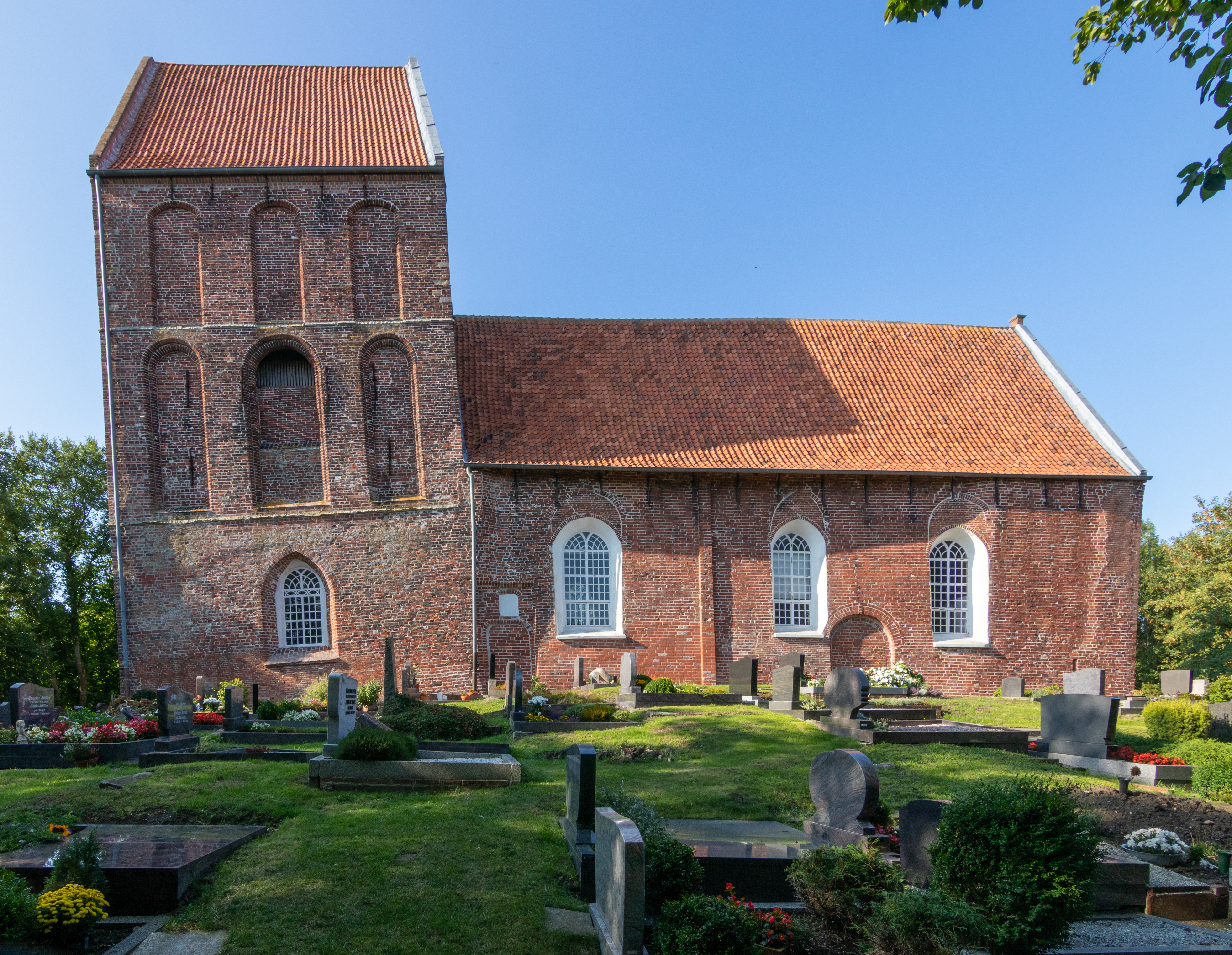
Blick von Süden

Die evangelisch-reformierte Suurhuser Kirche in Suurhusen, Gemeinde Hinte (Ostfriesland), wurde in der Mitte des 13. Jahrhunderts auf einer Warft erbaut und ist durch den Schiefen Turm von Suurhusen weithin bekannt geworden.

## Geschichte
Ursprünglich war die Kirche ein Apsissaal ohne Turm und wies eine Länge von 32 Metern und eine Breite von 9,35 Metern auf. Sie trägt den Charakter einer Wehrkirche. Das ursprüngliche Patrozinium der Kirche ist unbekannt. Als um 1450 an das spätromanische Langhaus der Turm auf der kleinen Warft angebaut wurde, musste aus Platzgründen das Kirchenschiff westlich um ein Viertel verkürzt werden. Da der Boden an der Westseite des Turms nicht verdichtet war, geriet der Turm später in Schieflage. Zudem verrotteten die als Fundamente dienenden Eichenbohlen im Zuge einer Grundwassersenkung. An der Nordseite des Turms befindet sich ein Portalfeld, über dem ein Blendbogen angebracht ist. Die Sandsteintafel trägt einen Wappenschild und ein Liliensymbol als Herrschaftszeichen, was auf eine Stiftung durch einen lokalen Häuptling hinweist.
Ein hausähnlicher Toranbau im Eingangsbereich, der heute nicht mehr erhalten ist, diente im 16. Jahrhundert niederländischen Glaubensflüchtlingen als Lateinschule. Ursprünglich beherbergte der Turm drei Glocken. Zwei ältere Glocken wurden 1733 umgeschmolzen. Eine davon ist bis heute erhalten, die andere Glocke wurde im Ersten Weltkrieg eingeschmolzen.
1855 wurde die Nordwand abgerissen und mit neuen Backsteinen neu aufgeführt. Auch die Ostwand, deren Giebel einen steigenden Konsolfries aufweist, wurde zum Teil erneuert, die Apsis abgerissen und durch einen geraden Wandabschluss ersetzt. 1975 wurde ein Gemeindezentrum erbaut, das zunächst als Ersatz für die Kirche diente, als die Kirche aufgrund der Turmschäden aufgegeben werden sollte. Nach mehrfachen Sicherungsmaßnahmen des Turmes konnte die Kirche 1985 wieder eingeweiht werden. Er wurde bisher im Guinness-Buch der Rekorde als schiefster Turm der Welt angeführt. Mit einem Neigungswinkel von 5,19° neigt er sich 2,47 m.
2004 hat man bei Sanierungsarbeiten in der Südwand ein bis dahin vergessenes, schmales Hagioskop wiederentdeckt.

## Ausstattung

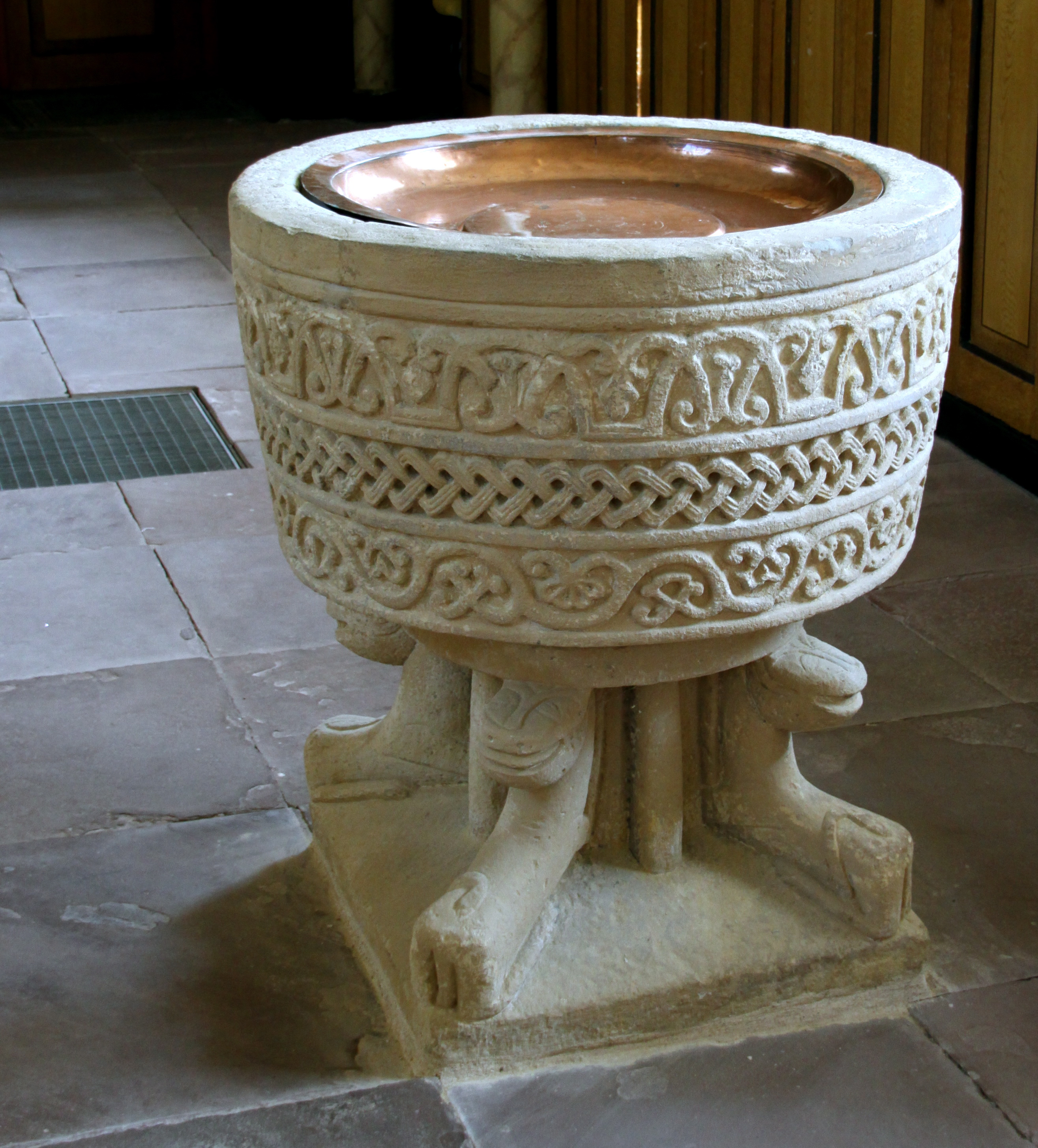
Taufbecken

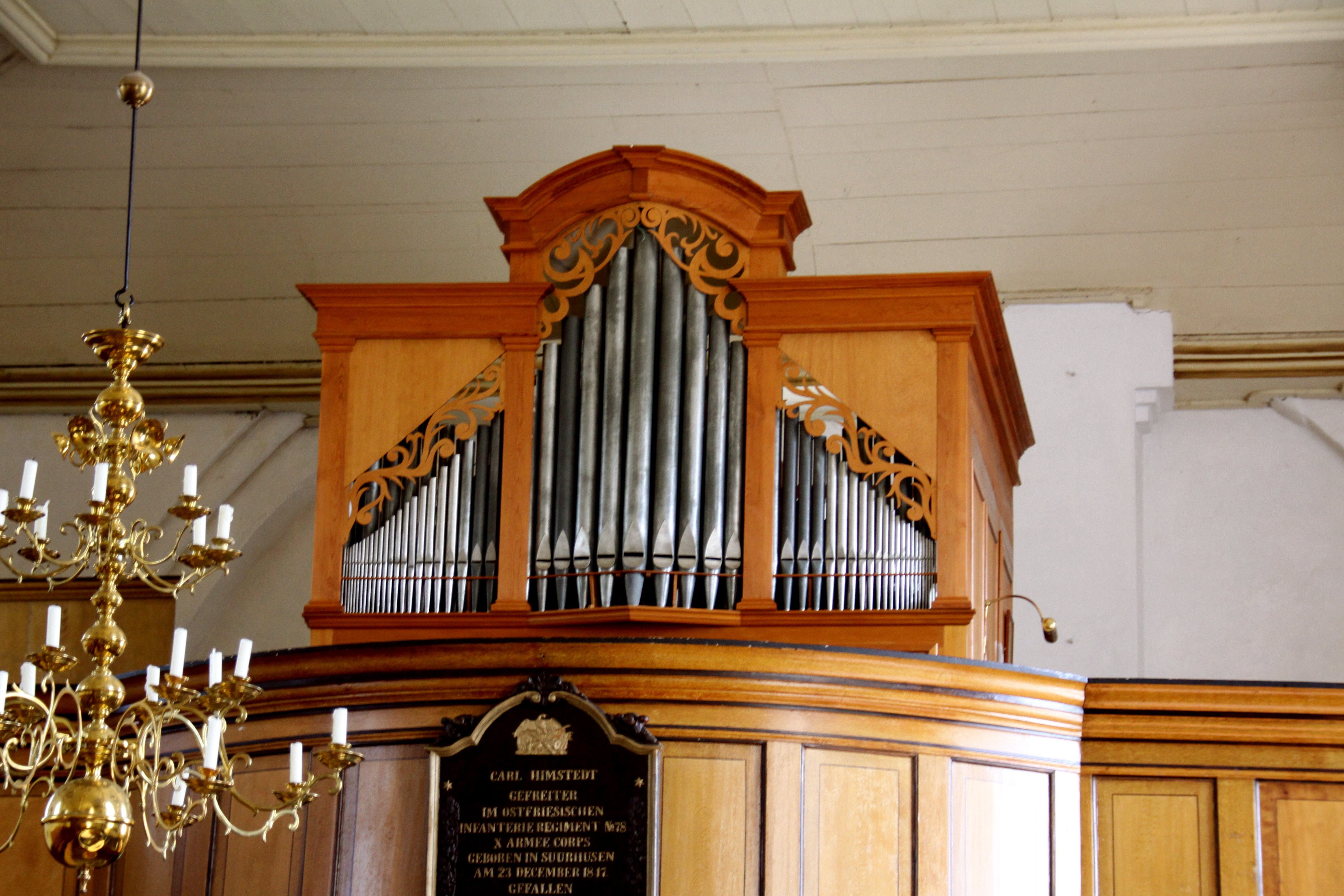
Orgel

Der Kirchenraum wird durch eine Flachdecke mit Voute abgeschlossen. Das Taufbecken aus Bentheimer Sandstein und zwei trapezförmige Grabplatten mit Keulenkeuz und Rankenfries stammen aus der Erbauungszeit der Kirche. Eine erste Orgel wurde 1857/58 von Brond de Grave Winter gebaut und 1964 durch ein neues Instrument von Karl Schuke ersetzt, das 1977 an die reformierte Kirche in Lengerich verkauft wurde. Die heutige Orgel entstammt der Werkstatt von Gustav Brönstrup (1959) und verfügt über sieben Register auf zwei Manualen und Pedal. Sie befand sich zunächst in der Pädagogischen Akademie in Oldenburg und diente anschließend als Hausorgel in Detern. 1989/90 wurde sie von der Krummhörner Orgelwerkstatt aufgestellt und repariert und Gehäuse und Prospekt neu gestaltet.